# Personaggi di Friends
Questa voce contiene un elenco dei personaggi presenti nella sitcom Friends.

## Personaggi principali

### Rachel Green

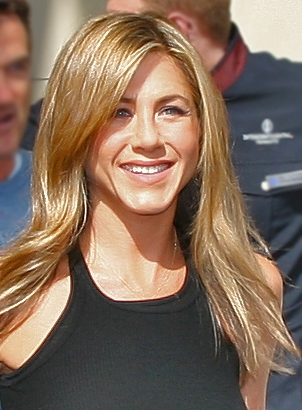
Rachel Green (Jennifer Aniston)

Appare, soprattutto nei primi episodi, come una ragazza molto agiata e viziata, incapace di eseguire semplici mansioni. Per voglia di indipendenza e necessità lavorerà come cameriera nel bar frequentato sia da lei che dai suoi amici, il "Central Perk". Amante della moda, riuscirà poi a fondere questa sua passione con un lavoro ben retribuito prima da Bloomingdale's e in seguito da Ralph Lauren. Durante la seconda stagione ha un'importante storia con Ross, che era segretamente innamorato di lei dal liceo. Nella terza stagione chiede un periodo di riflessione a Ross, che si era mostrato ultimamente troppo geloso nei suoi confronti, e dopo aver scoperto che è andato a letto con un'altra lo lascia, rimanendo furiosa con lui per tutto il resto della serie.
Nella quarta, mentre Ross sta per sposarsi con Emily, Rachel si accorge grazie a Phoebe di essere ancora innamorata di lui. Al termine della quinta stagione, si sposano a Las Vegas dopo una colossale sbronza, e Ross non vuole l'annullamento in quanto sarebbe il suo terzo divorzio; riescono comunque a mettersi d'accordo e ad arrivare all'annullamento. Nella nona stagione Rachel e Ross hanno una bambina di nome Emma, concepita in una singola notte di passione, ma continuano a rimanere solo buoni amici. Nella decima stagione Rachel trova lavoro e si deve trasferire a Parigi; i due si congedano con un'altra notte insieme, che fa accorgere a Ross di amarla ancora. Riesce a fermarla in aeroporto e si rimettono insieme.

#### Famiglia
Leonard Green (Ron Leibman) e Sandra Green (Marlo Thomas) sono i genitori di Rachel. Probabilmente lei lo sposò per soldi, infatti in un episodio Sandra dice a Rachel: "tu non hai sposato il tuo Barry, ma io ho sposato il mio". Barry doveva infatti essere per Rachel anche fonte economica, in quanto è un dentista molto ricco (Leonard è anch'egli un chirurgo molto ricco). Leonard e Sandra hanno anche altre due figlie, Amy (Christina Applegate) e Jill (Reese Witherspoon), ma dicono di essere orgogliosi solo di Rachel, che si è resa indipendente e si è guadagnata da vivere da sola. Proprio la scelta di Rachel di seguire il cuore anziché il denaro ha spinto Sandra a divorziare da Leonard, compiendo la scelta che anni addietro non riuscì a fare.

#### Relazioni
- Barry Farber (Mitchell Whitfield): è l'uomo che Rachel lascia sull'altare. Successivamente Barry si fidanza con Mindy, ex migliore amica di Rachel e damigella d'onore al suo matrimonio, e la sposa.
- Ross Geller: è da sempre innamorato di Rachel e lei ricambia il suo amore solo verso la fine della prima stagione, ma si metteranno insieme solo a metà della seconda stagione, nell'episodio 15 (Finalmente Ross e Rachel), nella famosa notte passata insieme sotto le stelle artificiali del Planetario. Successivamente, tra alti e bassi, staranno insieme per parecchio tempo. Arriveranno anche a sposarsi, ubriachi, a Las Vegas, per poi annullare il matrimonio. Avranno una bambina insieme, che chiameranno Emma. Nell'ultima puntata della serie tornano insieme definitivamente e dallo spin-off Joey si apprende che si sono finalmente sposati.
- Pablo (Cosimo Fusco): è un ragazzo spagnolo, fidanzato di Rachel nella prima stagione. Appare anche nel primo episodio della seconda stagione. Rachel lo lascia quando scopre che ha tentato di sedurre Phoebe. Nella versione originale Pablo è italiano e si chiama Paolo.
- Joshua Burgin (Tate Donovan): è un suo cliente, che ha appena divorziato. Rachel si prende una cotta per lui e infine si mettono insieme, per poco tempo. Appare dal tredicesimo al ventesimo episodio della quarta stagione.
- Danny (George Newbern): è un inquilino del condominio dove abitano i protagonisti. Rachel ha una cotta per lui, ma lo lascia perché ha un rapporto molto strano con la sorella.
- Tag Jones (Eddie Cahill): è un suo collega di lavoro, più giovane di lei di circa 6 anni. Rachel l'assume solo per la sua avvenenza e vive con lui una storia che si protrae per parte della settima stagione. La storia termina quando lei si rende conto della troppa differenza di età e di prospettive tra i due.
- Joey Tribbiani: si prenderà una cotta per Rachel, che lei ricambierà nella decima stagione. I due, però, capiscono di essere troppo amici per stare insieme.

### Monica Geller

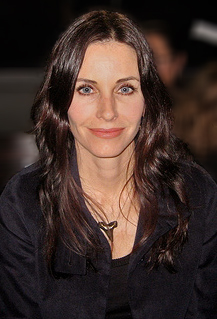
Monica Geller (Courteney Cox)

Sorella di Ross, appare come una maniaca dell'ordine e della pulizia, incline alla competizione ed ostile alla sconfitta. Da adulta è una ragazza filiforme, ma da adolescente era obesa; la sua passione culinaria l'ha resa adesso una cuoca apprezzata, al punto da divenire Chef del ristorante "Alessandro's", un ristorante italiano a cui inizialmente attribuisce una pesante critica.
Nel corso della serie ha due storie importanti: con Richard Burke (interpretato da Tom Selleck), un affascinante oculista di vent'anni più vecchio, amico di famiglia, e con Chandler Bing, che comincia semplicemente come un divertimento, quando sono tutti a Londra per il matrimonio di Ross con Emily, ma che diventa qualcosa di serio quando i due scoprono di amarsi. Nella settima stagione i due si sposeranno dopo due anni di relazione. Purtroppo non riescono ad avere figli (l'utero di lei è "un ambiente ostile"), quindi nella decima stagione riusciranno ad adottare un figlio da Erika, una giovane donna proveniente dall'Ohio, ma scopriranno solo al momento del parto che in realtà Erika era incinta di due gemelli, un maschio e una femmina. Li terranno entrambi e andranno a vivere in una casa fuori città, causando lo sconforto degli altri.

#### Relazioni
- Paul, "quello del vino" (John Allen Nelson): fidanzato nel primissimo episodio. Hanno un solo appuntamento, poi lei lo lascia poiché è un bugiardo.
- Alan (Geoffrey Lower), quello con la zeppola: nel terzo episodio della prima stagione. Piace moltissimo ai suoi amici, ma Monica capisce che non è quello giusto.
- Bobby il buffo (Vincent Ventresca): nel decimo episodio della prima stagione e nel decimo della seconda. Si vedono per un po' ma la storia non dura a lungo, poiché lui è un alcolista.
- Ethan, lo studente (Stan Kirsch): nel ventiduesimo episodio della prima stagione. Quando Monica scopre la sua età (è minorenne) lo lascia.
- Richard Burke, l'oculista (Tom Selleck): dal 2x15 al 2x24; 3x13. Un amico di lunga data della famiglia Geller. I due hanno una lunga storia e si amano molto, ma Richard non vuole avere altri figli e questo spinge Monica a lasciarlo. Si rincontrano nella terza stagione, provando ad essere solo amici, ma finisce presto. Compare infine nella settima stagione e dice a Monica di voler tornare con lei e avere dei figli da lei, ma si fa da parte quando capisce che lei e Chandler sono fatti l'uno per l'altra.
- Pete Becker, il miliardario (Jon Favreau): dal 3x19 al 3x24. È più ricco che simpatico e si innamora follemente di Monica, ma lei non è altrettanto attratta da lui, almeno fino a quando lui la bacia per la prima volta. Per il primo appuntamento la porta addirittura a Roma. Si lasceranno a causa dell'ossessivo desiderio di Peter di diventare un campione di wrestling nonostante le sue pessime capacità.
- Timothy Burke (Michael Vartan): nell'ottavo episodio della quarta stagione. È l'affascinante figlio di Richard, oculista come lui, e la sua storia con Monica finisce ancora prima di cominciare in quanto ai due sembra troppo strano, dato che Monica era andata a letto anche con il padre.
- Chandler Bing: dal 4x23-24 fino alla fine della serie. Iniziano una storia clandestina, che viene rivelata anche agli altri amici solo più avanti. Si sposano nella settima stagione e nell'ultima adottano due neonati gemelli.

### Phoebe Buffay

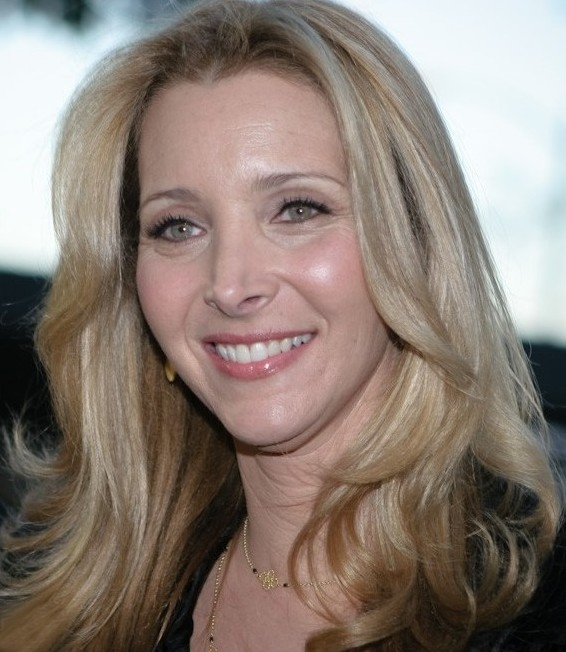
Phoebe Buffay (Lisa Kudrow)

Viene, spesso forzatamente ai limiti della credibilità, rappresentata come una persona completamente fuori dagli schemi. Vegetariana, segnata da una infanzia drammatica con madre suicida in cui viveva per strada, lavora come massaggiatrice e si diletta a cantare canzoni non-sense accompagnata dalla chitarra nel Central Perk, il bar frequentato spesso dai sei amici. A volte crede di essere sensitiva; ha una sorella gemella, Ursula, con cui non ha nessun rapporto. È sempre alla ricerca delle sue origini, in quanto non ha mai conosciuto la vera identità del padre, che riuscirà a incontrare al funerale della adorata nonna.
Nella seconda stagione trova il fratellastro di padre, Frank Junior, e più avanti farà da madre surrogata per lui ed Alice, sua moglie (situazione forzata dalla vera gravidanza dell'attrice, Lisa Kudrow): a loro farà avere tre gemelli, Frank Junior Junior, Leslie e Chandler (che inizialmente si pensava fosse un maschio ma alla fine è una femmina).
Nella quarta stagione conosce la sua vera madre, Phoebe Abbott, la migliore amica del padre e di quella che credeva la sua madre naturale. Nella decima stagione si sposa con Mike Hannigan.

#### Famiglia
Phoebe ha un passato tanto bizzarro quanto triste: è figlia biologica di Phoebe Abbott (Teri Garr), che ebbe anche Ursula, gemella della ragazza (Lisa Kudrow). Le due bambine vennero abbandonate dalla madre all'amica Lily (che fino alla quarta stagione Phoebe crede essere la sua vera madre), il cui marito Frank Buffay (Bob Balaban), era il padre naturale. In seguito Frank abbandonò la famiglia, e Lily si suicidò quando le ragazze avevano 15 anni. Le due ragazze finirono in mezzo a una strada e non andando molto d'accordo fra di loro, finirono per separarsi. Inizialmente Phoebe vive con Monica, poi con sua nonna Frances, che le nasconde l'identità dei genitori. Phoebe sarà costretta a ricomporre il suo albero genealogico a poco a poco con l'aiuto dei suoi amici. Il parente a cui è più affezionata è sicuramente il suo fratellastro Frank Buffay Jr. (Giovanni Ribisi) (figlio di Frank Buffay e della sua seconda moglie), che conosce nella seconda stagione. Frank si innamora di una donna molto più grande di lui, Alice, che per la sua anziana età non può più avere bambini. Perciò Phoebe decide di fare da mamma in affitto ai due per partorire i loro figli: Frank Jr. Jr., Leslie e Chandler.

### Joey Tribbiani

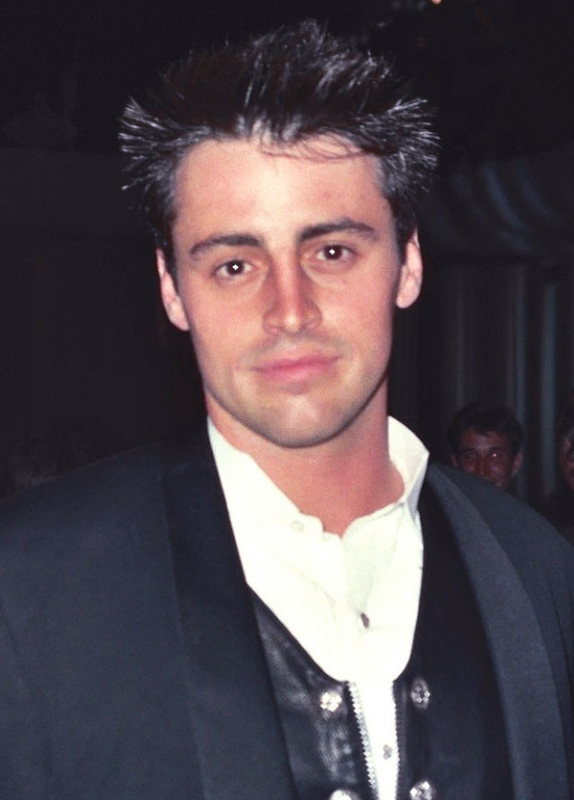
Joey Tribbiani (Matt LeBlanc)

È uno pseudo-attore di soap opera e spot pubblicitari, dalla fame proverbiale; è caratterizzato da una ottusità surreale, che porta spesso nel telefilm a gag esilaranti. Ha parecchio successo con le donne, ma le sue relazioni sono sempre senza un serio coinvolgimento sentimentale. È di origini italiane.
Nell'ottava stagione si prende una cotta non corrisposta per Rachel. I due si mettono insieme nella decima stagione, quando stavolta è Rachel ad avere una cotta per lui, ma si lasciano subito dopo perché si accorgono di essere troppo amici.

#### Famiglia
Joseph Tribbiani Sr (Robert Costanzo) e Gloria Tribbiani (Brenda Vaccaro) sono i genitori di Joey. Joey è molto affezionato alla sua famiglia e alla sua provenienza, l'Italia. Joey appare spesso come un tradizionalista, come quando esige che una sua sorella Dina (Marla Sokoloff) incinta sposi il padre del bambino (nonostante venga fermato da Rachel). In un episodio si scopre che suo padre tradisce la moglie e Joey lo fa sapere alla madre, che però sa già tutto e accetta la cosa. Joey ha inoltre ben sette sorelle: Gina, Tina, Dina, Mary-Angela, Mary-Therese, Veronica e Cookie. Appaiono tutte insieme in un episodio in cui Chandler, ubriaco, bacia una di loro, ma al mattino seguente non ricorda quale delle sette. Le sorelle, infatti, risultano tutte molto simili: alte, belle, con i capelli lunghi e bruni. Nello spin-off Joey, lui va a vivere da sua sorella Gina (Drea de Matteo), a Los Angeles.

### Chandler Bing

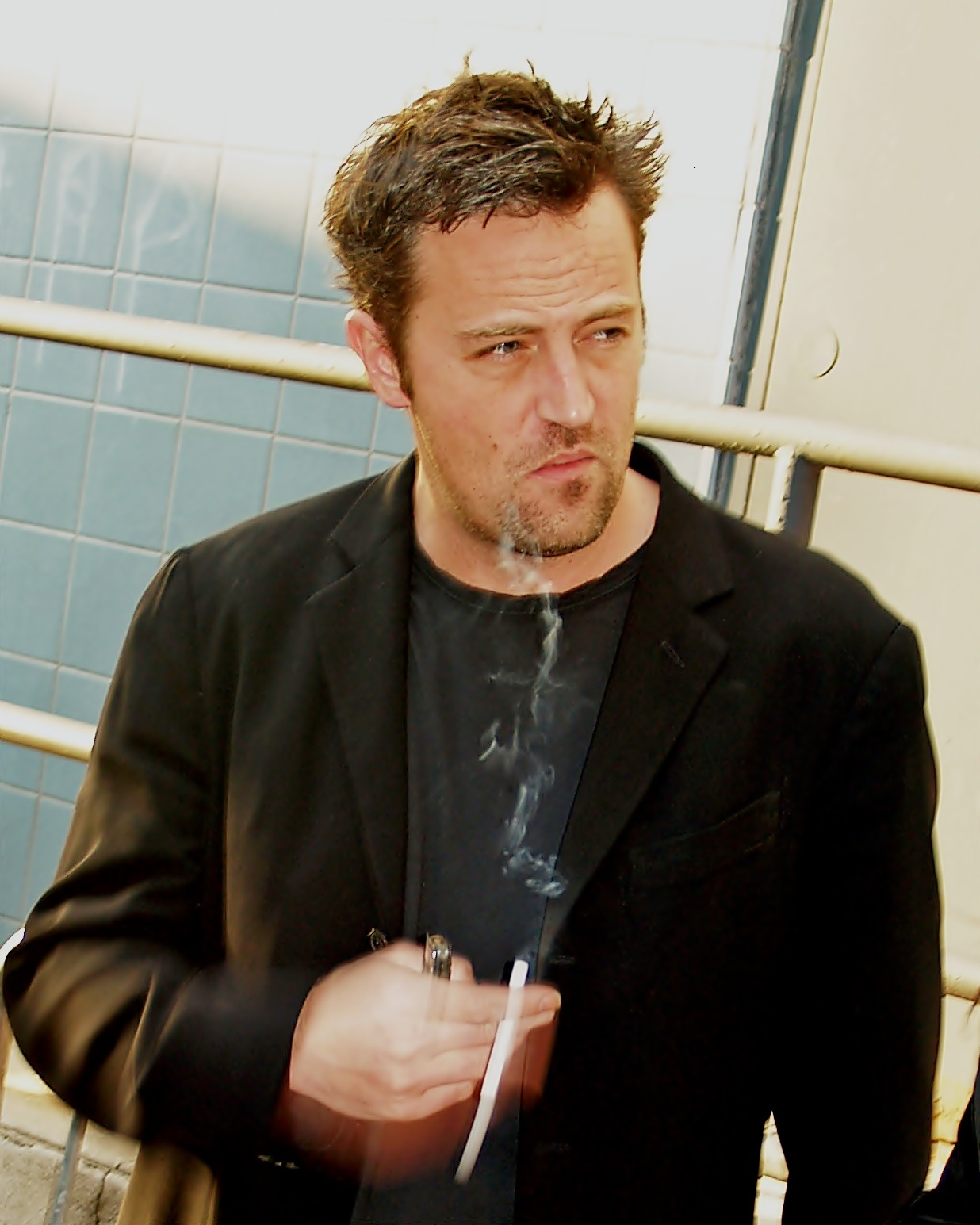
Chandler Bing (Matthew Perry)

Amico di Ross dal college, è il personaggio dalle battute più ciniche e sarcastiche; lavora nel suo grigio mondo di consulenti ed analisti. Odia il giorno del Ringraziamento a causa dei genitori che gli parlarono del loro divorzio proprio in quel giorno, quando lui era ancora piccolo; il suo carattere è segnato dal padre transessuale e gestore di un locale di spogliarelli per gay a Las Vegas e vive in conflittualità con la madre che è scrittrice di romanzi a sfondo erotico. Ha per più volte durante le prime stagioni una relazione con Janice, una ragazza che gli altri trovano fastidiosissima, che ricorrerà alcune volte anche nelle ultime stagioni, per qualche apparizione sporadica. Nella settima stagione si sposa con Monica Geller. Nella nona stagione per sbaglio accetta di trasferirsi a Tulsa; una volta là capisce di odiare il suo lavoro e così si licenzia, riuscendo alla fine a trovare un lavoro nella pubblicità. 
È una gag ricorrente che nessuno degli altri personaggi sappia mai che lavoro fa. Sembra comunque che ricoprisse prima di licenziarsi una posizione abbastanza alta nella compagnia, con abbastanza autorità, tanto da avere dei sottoposti (che lo odiano).

#### Famiglia
Charles Bing (Kathleen Turner) e Nora Tyler Bing (Morgan Fairchild) sono i genitori di Chandler. I due divorziarono quando Chandler aveva solo sette anni. Il divorzio segnò per sempre il ragazzo che tuttora odia il Giorno del Ringraziamento (durante il quale ne ebbe la notizia) e ha il terrore di diventare gay. Con comicità, infatti, viene descritta questa debolezza di Chandler, che lui nasconde con cinismo e sarcasmo. Secondo i suoi amici, infatti, a una prima impressione Chandler apparirebbe come un omosessuale, cosa che non è assolutamente vera. La sua paura di diventare gay è rafforzata dal fatto che suo padre sia ora un transessuale (il matrimonio finì proprio quando Charles rivelò di essere gay) e sua madre una scrittrice di libri a sfondo erotico. Vederli insieme crea gag esilaranti in quanto entrambi i genitori sono donne appariscenti e ben fornite. Chandler, sebbene ne sia disgustato e imbarazzato, vuole molto bene a entrambe (anche se spesso con la madre ha avuto dei battibecchi).

#### Relazioni
- Janice Litman Goralnik (Maggie Wheeler): fidanzata storica di Chandler, si metteranno insieme e si lasceranno alcune volte nel corso delle prime tre stagioni. Quando Chandler capisce che è ancora legata al suo ex marito, decide di lasciarla per sempre, in modo che i due possano rimettersi insieme e allevare il loro figlio. Janice ha un carattere odioso e un accento nasale fastidiosissimo, che la rende insopportabile a molti. Celebre la sua esclamazione "OH MY GAWD!", cioè "Oh, mio Dio!". L'attrice appare nel quinto (Incontro in lavanderia), nel decimo (Qualcuno mi baci è mezzanotte) e nel quattordicesimo (Un rito per San Valentino) episodio della prima stagione. Nel terzo (L'eredità di Heckles) e nel ventiquattresimo (Questione di baci) episodio della seconda stagione. Nel terzo (Per dimenticare Richard), quarto (Paura d'amare), sesto (Tre anni prima), settimo (Un letto per Monica) e ottavo (La maledizione del dentista) episodio della terza stagione. Nel quindicesimo episodio della quarta stagione (La partita di Rugby). Janice apparirà inoltre sporadicamente fino al quindicesimo episodio della decima stagione (Offerte e controfferte) nel quale è intenzionata a comprare la casa di fianco a quella scelta da Monica e Chandler.
- Aurora: una ragazza di origine italiana. Nel sesto episodio della prima stagione (Il sedere di Al Pacino).
- Nina: una sua sottoposta. Nel sedicesimo episodio della prima stagione (Vivere intensamente - prima parte).
- Danielle: nel ventesimo episodio della prima stagione (Amore tra i denti).
- Alison: nel terzo episodio della seconda stagione (L'eredità di Heckles).
- Jade: una donna che sbaglia numero e chiama a casa di Chandler. Appare nel quinto episodio della seconda stagione (Gli spendaccioni).
- Susie Moss (Julia Roberts): nel tredicesimo episodio della seconda stagione (Il grande Marcel - parte seconda).
- Mary-Angela Tribbiani: è una delle sorelle di Joey. Nell'undicesimo episodio della terza stagione (L'inquilino del piano di sopra).
- Joanna (Alison La Placa): è la capoufficio di Rachel. Escono insieme nel ventesimo episodio della terza stagione (La casa delle bambole) e lei lo ammanetta nel terzo della quarta stagione (Amore e manette).
- Kathy (Paget Brewster): inizialmente fidanzata di Joey, poi si innamora di Chandler. Chandler la lascia quando, dopo un litigio, lei va a letto con un suo collega. Dal quinto al tredicesimo episodio della quarta stagione.
- Monica Geller: dal 4x23-24 fino alla fine della serie. Iniziano una storia clandestina, che viene rivelata anche agli altri amici solo più avanti. Si sposano nella settima stagione.

### Ross Geller

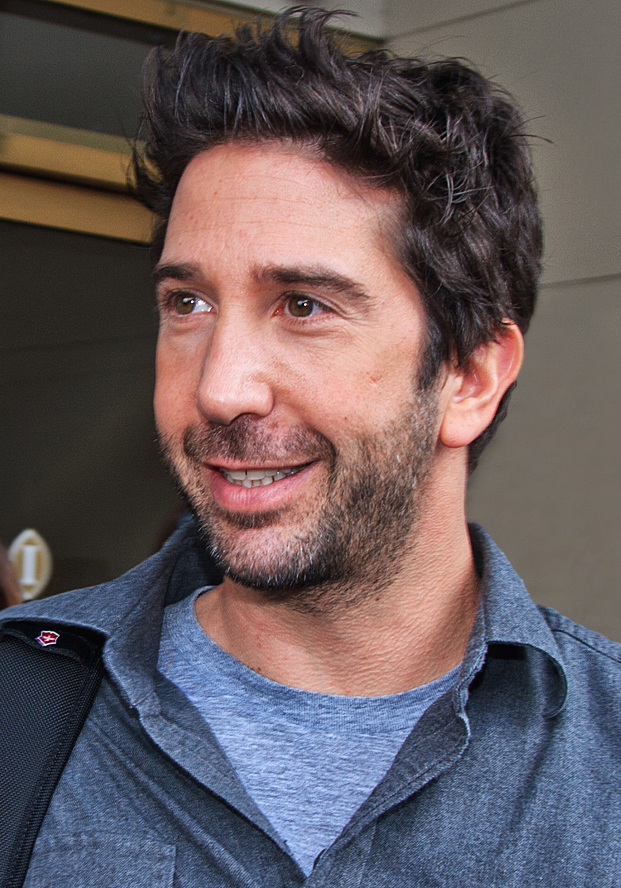
Ross Geller (David Schwimmer)

Fratello di Monica, è un geek, paleontologo, cade in situazioni surreali soprattutto nei rapporti amorosi: la serie inizia con il suo matrimonio appena fallito perché sua moglie Carol, aveva appena scoperto di essere lesbica ed era andata a vivere con la sua nuova ragazza, Susan. Il difficile rapporto "a tre" di Ross con Carol e Susan sarà un tema ricorrente della serie. Alla fine della prima stagione nasce suo figlio, di nome Ben. Il nome viene suggerito a Susan e Ross da Phoebe, dopo che sono rimasti rinchiusi in uno sgabuzzino.
Innamorato di Rachel, che era amica di Monica, fin dal liceo, riesce a mettersi con lei all'inizio della seconda stagione. Dopo che lei sarà assunta da Bloomingdale's, lui diventerà sempre più geloso, all'apparenza ingiustificatamente, per colpa di un suo collega di lavoro, Mark. Quando Rachel gli chiederà una pausa lui, confuso, andrà a letto con un'altra ragazza per poi pentirsene, ma lei non riuscirà a perdonarlo. Il suo giustificarsi dicendo che "erano in pausa" (on a break nella versione originale) diventerà una gag ricorrente.
Durante la serie collezionerà ben tre divorzi: il primo matrimonio fallisce subito prima che inizi la storia, a causa della moglie che scopre di essere lesbica. Il secondo, con l'inglese Emily nella quarta stagione, è fallito perché sull'altare ha pronunciato il nome sbagliato e invece di dire Emily ha detto Rachel. Si sposa infine per una terza volta addirittura con Rachel, conseguenza di una sbronza avuta a Las Vegas; i due si mettono d'accordo di annullarlo, ma per un breve periodo Ross eviterà di farlo perché si vergognava di arrivare a tre divorzi in soli trent'anni. Nella nona stagione farà una figlia con Rachel, Emma. Nella decima stagione si accorge finalmente di amare Rachel e riesce a fermarla prima che lei parta per Parigi, rimettendocisi insieme.

#### Famiglia
Jack Geller (Elliott Gould) e Judy Geller (Christina Pickles) sono i genitori di Monica e Ross. I due fratelli hanno un buon rapporto, ma diventano competitivi quando si tratta dei genitori. Ross infatti è sempre il favorito, mentre Monica vive nella costante paura (del tutto fondata) che sua madre la consideri una fallita. Judy, quando va a trovare Monica, la critica spesso sui capelli, sui vestiti, sul trucco e sui ragazzi con cui esce. Il primo vero amore di Monica durante la serie è sicuramente Richard, più vecchio di lei di ventun anni e amico di Jack Geller. Nonostante Jack non fosse d'accordo sulla relazione, sarà poi lui a consolare Monica quando i due si lasceranno. La madre, invece, non perde occasione di lamentarsi della figlia: perfino quando le commissiona un rinfresco (Monica è una cuoca), tiene delle lasagne surgelate in frigo, nel caso sua figlia faccia una "monicata". I due genitori hanno sempre avuto l'impressione che loro figlia non si sarebbe mai sposata, tanto che quando invece Monica dice loro di starsi per sposare con Chandler, Judy dichiara che pensavano che la storia con Chandler non fosse così importante e che hanno usato i soldi tenuti da parte per un eventuale matrimonio per comprare una casa al mare.

## Personaggi secondari

### Introdotti nella prima stagione
- Gunther (stagioni 1-10), interpretato da James Michael Tyler, doppiato da Antonello Noschese.
È il barista del Central Perk, la caffetteria dove i sei amici si ritrovano quasi tutti i giorni. È segretamente innamorato di Rachel e, non potendo accettare l'idea che Ross abbia una relazione con lei, spesso lo bistratta. Tutte le volte che ha la possibilità di ricevere un po' di affetto da Rachel, qualcosa va storto, tranne quando nel finale di stagione le dichiara il suo amore e lei lo ringrazia con un amichevole bacio sulla guancia.
- Jack Geller (stagioni 1-10), interpretato da Elliott Gould, doppiato da Sergio Graziani.
È il papà di Ross e Monica. Come la moglie, preferisce chiaramente Ross e si ricorda ogni fallimento e imbarazzo di Monica, anche se in modo meno pesante rispetto alla moglie. Come quest'ultima, neanche lui si rende conto di comportarsi in questo modo e, di fronte all'ennesimo sgarbo commesso alla figlia, capirà finalmente quanto l'abbia fatta soffrire, così si scuserà e farà pace con lei regalandole la sua Porsche.
- Judy Geller (stagioni 1-10), interpretata da Christina Pickles, doppiata da Anna Rita Pasanisi.
È la mamma di Ross e Monica. Critica sempre la figlia e ironizza sempre sulla sua vita, ricordando ogni vicenda imbarazzante ed ogni fallimento, non aspettandosi mai niente di buono da lei. Ironico è il fatto che sua madre la trattasse allo stesso modo, ma lei crede di essere, invece, molto gentile. Col tempo Monica riuscirà a mitigare il suo comportamento, dimostrandole di essere molto brava come chef. Tra i due figli ha sempre dimostrato di preferire Ross, trattandolo molto amorevolmente, nonostante a volte racconti cose imbarazzanti anche su di lui.
- Carol Willick (stagioni 1-10), interpretata prima da Anita Barone (ep. 1x02), e poi da Jane Sibbett, doppiata da Emanuela Baroni.
È la prima ex-moglie lesbica di Ross, con cui è rimasta in buoni rapporti, e madre di Ben.
- Susan Bunch (stagioni 1-10), interpretata da Jessica Hecht, doppiata da Silvia Tognoloni.
È la compagna e successivamente moglie di Carol. Lei e Ross fanno fatica ad andare d'accordo, ma i loro rapporti migliorano dopo la nascita di Ben.
- Leonard Green (stagioni 1-10), interpretato da Ron Leibman doppiato da Nino Prester.
È il padre di Rachel, freddo e rigido, ma molto legato alla figlia, l'unica di cui è davvero orgoglioso perché è riuscita a cavarsela da sola senza chiedergli denaro. Non sopporta Ross.
- Sandra Green (stagioni 1-10), interpretata da Marlo Thomas, doppiata da Rita Savagnone.
È la madre di Rachel. Ha sposato Leonard solo per i suoi soldi e, dopo molto tempo, confessa alla figlia di invidiarla perché lei ha messo l’amore davanti al denaro, avendo una vita meno agiata ma più felice. Dopo aver visto il coraggio della figlia, decide di divorziare dal marito e ricominciare con la propria vita. Al contrario del marito, lei ha molta stima di Ross e si occupa spesso della nipotina Emma.
- Ursula Buffay (stagioni 1-10), interpretata da Lisa Kudrow, doppiata da Rossella Acerbo.
È la sorella gemella di Phoebe, dal carattere opposto alla sorella, infatti è fredda e piuttosto scontrosa. È uscita con Joey per un breve periodo di tempo, scaricandolo in malo modo e facendolo soffrire. Per un po' di tempo, usa il nome della sua gemella per fare l'attrice pornografica, ma Phoebe si vendicherà facendo in modo che gli assegni vengano intestati a lei.
- Janice Litman (stagioni 1-10), interpretata da Maggie Wheeler, doppiata da Maura Cenciarelli (st. 1-3; 7-10) e da Tenerezza Fattore (st. 4-6).
È la ex-ragazza di Chandler, mal sopportata da tutti gli amici per via della sua fastidiosissima risata e del suo comportamento estremamente invadente e lagnoso. Ha avuto anche una storia di una notte con Ross, che poi lei pianterà perché troppo lagnoso, cosa che farà capire a quest'ultimo quanto sia diventato deprimente nel suo lamentarsi continuamente dopo il suo secondo divorzio.
- Ben Geller-Willick (stagioni 1-10), interpretato prima da vari bambini, e poi da Cole Sprouse, doppiato da Flavio Aquilone.
È il figlio di Ross e Carol, che vive con lei e Susan ed è molto affezionato a suo padre, sua zia Monica e i loro amici.
- David (stagioni 1-9), interpretato da Hank Azaria, doppiato da Francesco Bulckaen (stagione 1) e da Giorgio Lopez (stagione 7; 9).
È uno scienziato di cui Phoebe si innamora. Si trasferisce a Minsk per lavoro ed è costretto a lasciare Phoebe e a vederla poco, ma per lungo tempo rimane il suo grande amore. Dopo aver scoperto di aver sprecato il suo tempo a Minsk, David torna a New York e, approfittando della fresca rottura di Phoebe con Mike, i due ricominciano ad uscire insieme e lui prova anche a farle la proposta di matrimonio, ma alla fine Phoebe sceglie Mike e rompe definitivamente con David.
- Estelle Leonard (stagioni 1-10), interpretata da June Gable, doppiata da Paila Pavese.
È l'anziana agente di spettacolo di Joey, fumatrice incallita. I suoi unici clienti sono stati Joey e un uomo in grado di mangiare la carta.

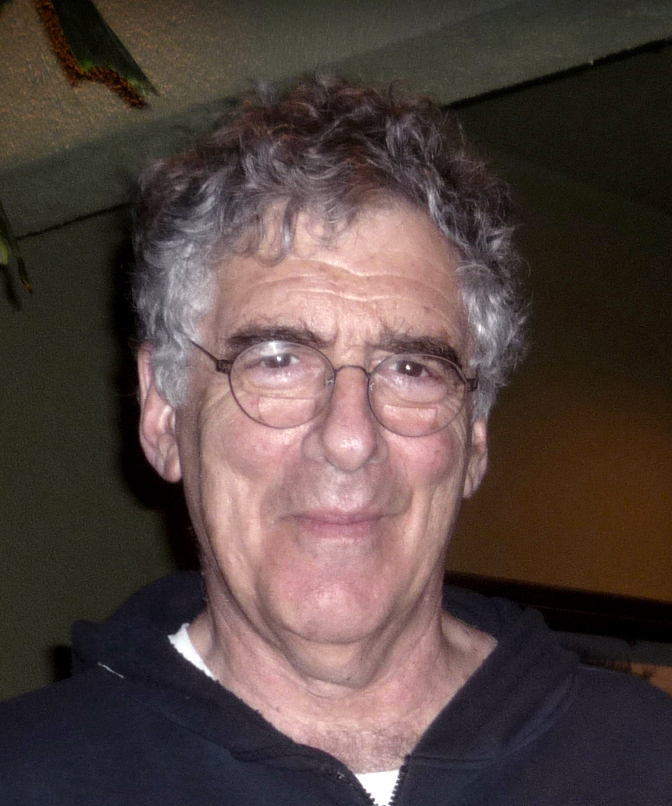
Elliott Gould interpreta Jack Geller
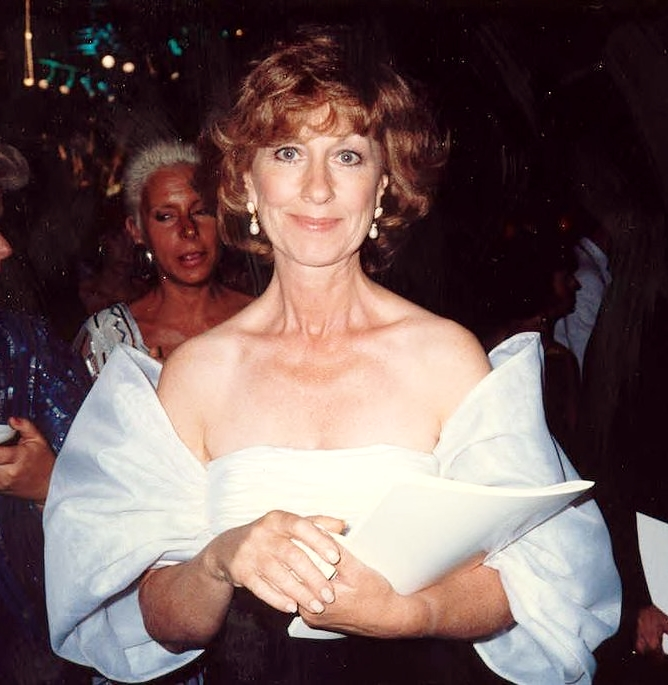
Christina Pickles interpreta Judy Geller
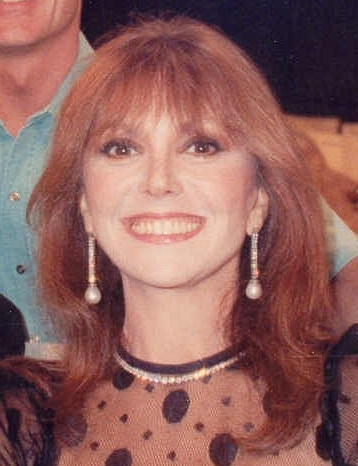
Marlo Thomas interpreta Sandra Green
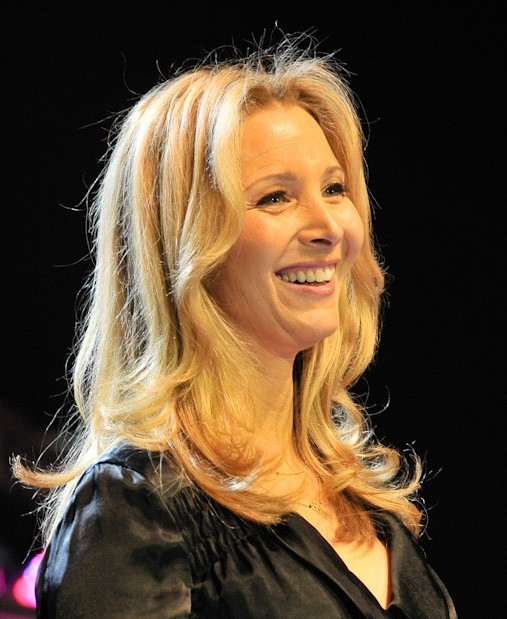
Lisa Kudrow interpreta il doppio ruolo di Phoebe/Ursula Buffay
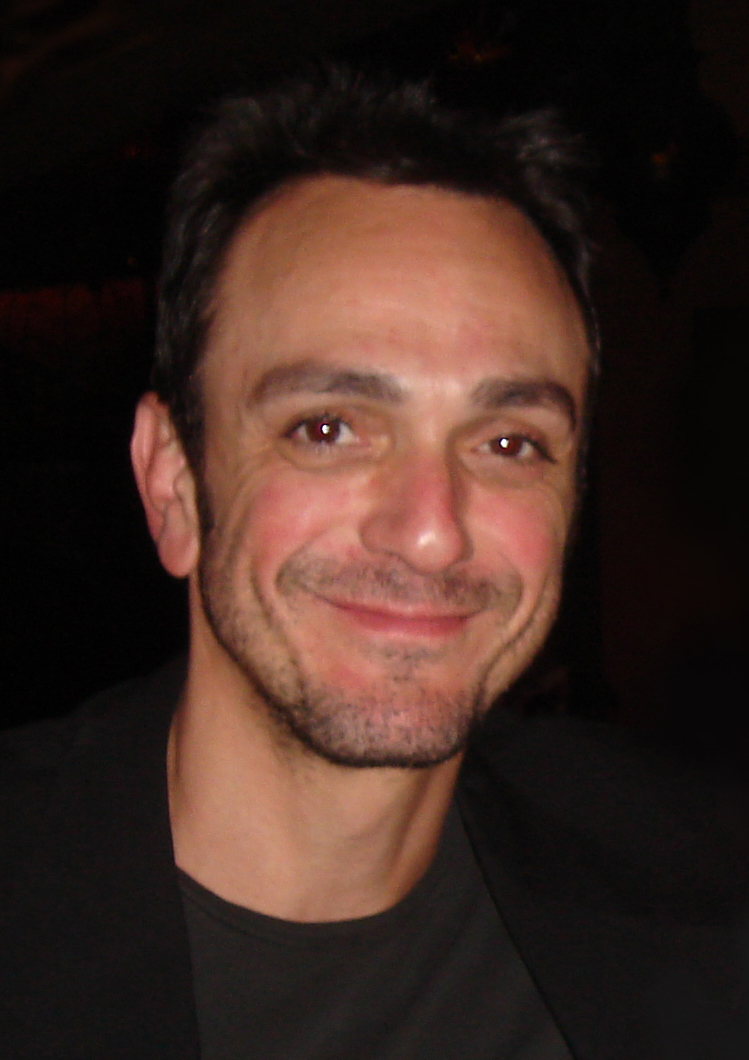
Hank Azaria interpreta David

### Introdotti nella seconda stagione
- Richard Burke, (stagioni 2-6), interpretato da Tom Selleck, doppiato da Sergio Di Stefano.
È il ragazzo (e poi "ingombrante" ex) di Monica. È un oculista nonché storico amico della famiglia Geller.
- Frank Buffay Jr. (stagioni 3-10, guest 2), interpretato da Giovanni Ribisi, doppiato da Corrado Conforti.
È il fratellastro di Phoebe, che ritrova dopo tanti anni. Piuttosto strano e immaturo, s'innamora della sua anziana insegnante di economia domestica, Alice, la sposa e grazie all'aiuto di Phoebe diventerà padre di tre gemelli, Frank Jr. Jr., Leslie e Chandler.

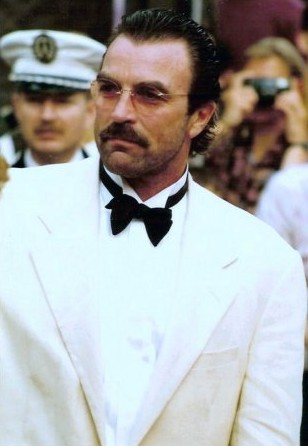
Tom Selleck interpreta Richard Burke
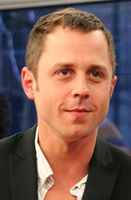
Giovanni Ribisi interpreta Frank Buffay Jr.

### Introdotti nell'ottava stagione
- Mona, interpretata da Bonnie Somerville, doppiata da Pinella Dragani.
È una collega di Monica che Ross conosce al matrimonio della sorella. Escono per un po' di tempo insieme, ma quando lei scopre che Rachel aspetta un bambino da lui e si è trasferita a casa sua, lo lascia.

- Emma Geller-Green (stagioni 8-10), interpretata da varie bambine.
È la figlia di Ross e Rachel, coccolata da tutto il gruppo. Il suo nome doveva essere Isabella, ma a Rachel non piaceva come suonava e Monica ha suggerito Emma.

### Introdotti nella nona stagione
- Michael "Mike" Hannigan (stagioni 9-10), interpretato da Paul Rudd, doppiato da Roberto Gammino.
È il fidanzato e futuro marito di Phoebe. È un ex avvocato, ricco di famiglia e divorziato, che ha rinunciato alla carriera per seguire la sua vocazione di fare il pianista. Pur apprezzando il carattere bizzarro di Phoebe, è anche in grado di farla ragionare e convincerla a prendere le giuste decisioni.

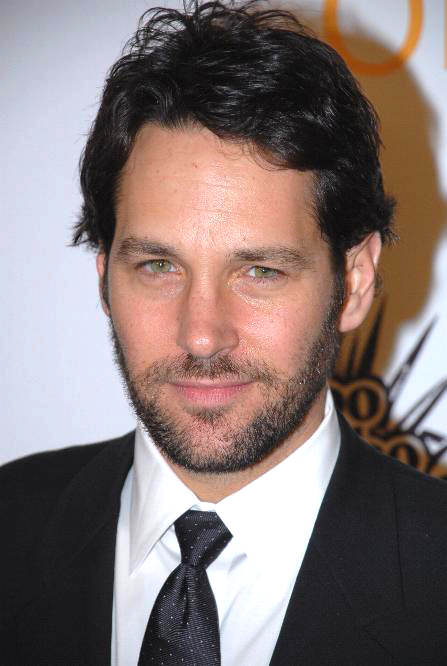
Paul Rudd interpreta Mike Hannigan